# Blutaparon
Blutaparon är ett släkte av amarantväxter. Blutaparon ingår i familjen amarantväxter.
Kladogram enligt Catalogue of Life:
| Blutaparon | \| \| Blutaparon portulacoides \| \| \| \| \| \| Blutaparon vermiculare \| \| \| \| |
|            | \| \| Blutaparon portulacoides \| \| \| \| \| \| Blutaparon vermiculare \| \| \| \| |
|            | Blutaparon portulacoides                                                            |
|            |                                                                                     |
|            | Blutaparon vermiculare                                                              |
|            |                                                                                     |

## Bildgalleri

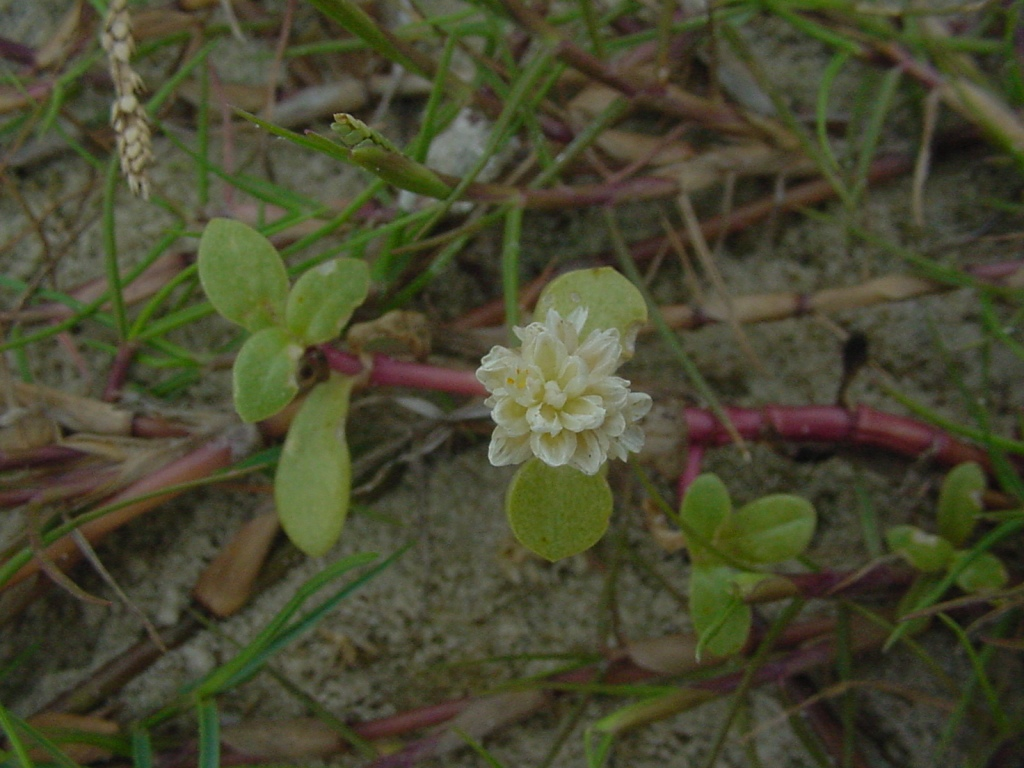
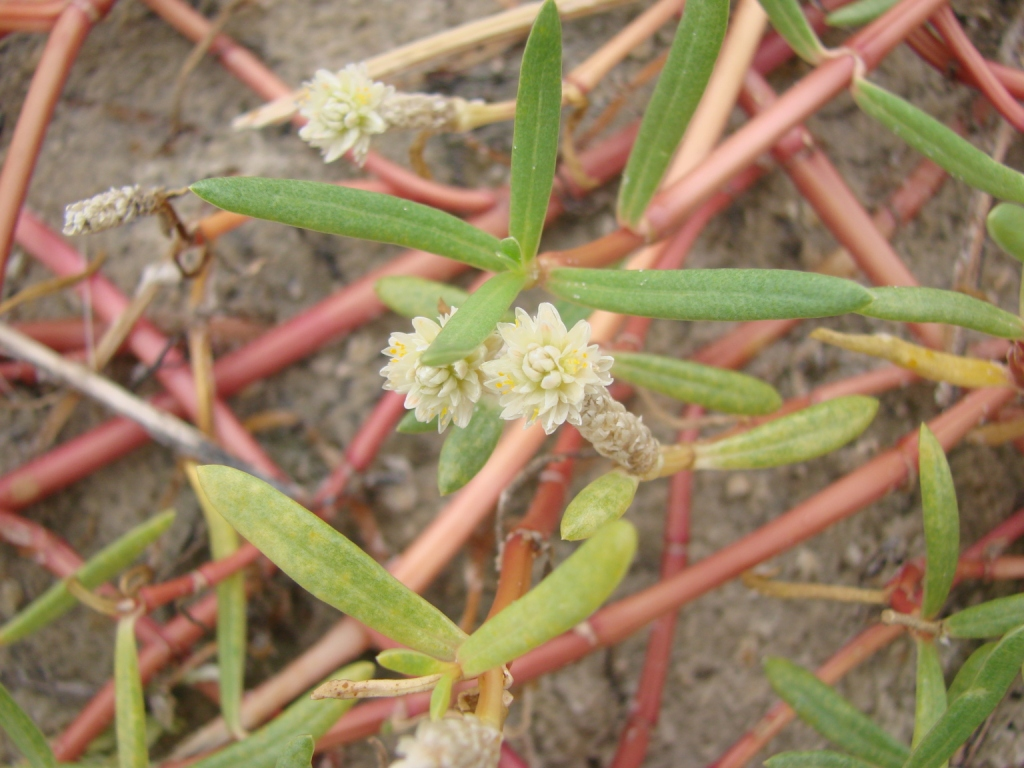